# رودولفي روتش
رودولفي روتش (بالفرنسية: Rodolphe Roche)‏ (مواليد 14 يونيو 1979 في مونتلوكون - فرنسا) لاعب كرة قدم فرنسي يلعب حاليا لصالح نادي الدرجة الأولى لومان الفرنسي منذ 2005 في مركز حارس مرمى .

## روابط خارجية
- رودولفي روتش على موقع قاعدة بيانات كرة القدم.إي يو (الإنجليزية)
- رودولفي روتش على موقع Soccerway.com (الإنجليزية)